# Толстой, Иван Антонович
Иван Антонович Толстой (1932—1997) — советский партийный деятель, первый секретарь Петровского районного комитета КПСС Ставропольского край. Почётный гражданин Светлограда (1998). Герой Социалистического Труда (1984).

## Биография
Родился в 1932 году в селе Казгулак,  Петровского района Северо-Кавказского края в крестьянской семье.
С 1950 по 1955 годы проходил обучение в Ставропольском сельскохозяйственном институте. С 1955 начал свою трудовую деятельность по специальности зоотехника на сельскохозяйственных и агропромышленных предприятиях Красноярского края. 
В последующем до 1972 года работал на сельскохозяйственных и административно-хозяйственных должностях: зоотехник и председатель колхоза «Первого Мая» Петровского  района Ставропольского края,начальник Петровского районного управления сельского хозяйства Ставропольского края и занимал должность —
председателя Петровского районного исполнительного комитета Совета депутатов трудящихся. 
С 1972 по 1989 годы, в течение семнадцати лет, И. А. Толстой занимал должность — первого секретаря Петровского районного комитета КПСС. 7 декабря 1973 года Указом Президиума Верховного Совета СССР «за достижение Петровским районом высоких показателей в земледелии по итогам 1973 года» Иван Антонович Толстой был награждён Орденом Трудового Красного Знамени.
7 декабря 1973 года Указом Президиума Верховного Совета СССР «за достижение Петровским районом высоких показателей в земледелии по итогам 1977 года» Иван Антонович Толстой был награждён Орденом Ленина.
6 июня 1984 года Указом Президиума Верховного Совета СССР «за достижение выдающихся показателей и трудовой героизм, проявленный в выполнении планов и социалистических обязательств по увеличению производства и продажи государству зерна и других продуктов земледелия в 1983 году» Иван Антонович Толстой был удостоен звания Героя Социалистического Труда с вручением Ордена Ленина и золотой медали «Серп и Молот». 
С 1989 года после выхода на заслуженный отдых жил в городе Светлограде. 
Скончался в 1997 году в Светлограде. 

## Награды
- Медаль «Серп и Молот» (06.06.1984)
- Орден Ленина (22.02.1978; 06.06.1984)
- Орден Трудового Красного Знамени (07.12.1973)

### Звания
- Почётный гражданин Светлограда (1998).

## Память
- В Ставропольском крае проходит традиционный турнир по мини-футболу «Памяти И. А. Толстого»[2].